# Artemisia cina
Полин цитварний (лат. Artemisia cina) — трав'яниста рослина з роду Полин (Artemisia) родини Айстрові (Asteraceae).

Ендемічна рослина Середньої Азії (південний Казахстан). Зустрічається в долинах річок Сирдар'ї, Арисі та інших, в Таджикистані.
Зростає великими масивами по річкових долинах, в пустельних рівнинних і передгірних районах.
Пустельний напівчагарник висотою до 70 см. Рослина зі своєрідним запахом, отруйна.
Корінь стрижневий, дерев'янистий, темно-бурого кольору.
Стебла прямостоячі, дерев'яніючі, червонуваті, гіллясті у верхній частині.
Листки чергові, двічі-перисторозсічені на дрібні вузьколінійні частки. Нижні стеблові листки черешкові, довжиною 3-6 см, запушені, сизі; верхні — сидячі, цільні, дрібні. До моменту цвітіння листя, за винятком верхівкового, опадає.
Квітки дрібні, довжиною 2-3 мм, двостатеві. Чашечки немає, віночок трубчастий, п'ятизубчатий з ефірно-олійними залозками. Тичинок п'ять, зі зрослими в трубку пиляками. Маточка з нижньою зав'яззю і двома жовтуватими торочкуватими приймочками. Суцвіття — довгасто-яйцеподібні сидячі кошики, зібрані у вузьку стислу волоть. Цвіте на початку вересня.
Плід — сіра, борозниста яйцеподібна сім'янка, довжиною 1-1,6 мм, злегка опукла з одного боку. Дозріває в другій половині жовтня.